# SummerSlam (2017)
SummerSlam 2017 fue la trigésima edición de SummerSlam, un evento pago por visión de lucha libre profesional realizado por la WWE. Tuvo lugar el 20 de agosto de 2017 en el Barclays Center en Brooklyn, Nueva York, Nueva York. Los temas oficiales del evento fueron "Go for Broke" de Machine Gun Kelly con la participación de James Arthur, y "Legend" de The Score.
Esta fue la tercera edición consecutiva del evento en ser realizada en el Barclays Center después de los años 2015 y 2016, y la séptima en realizarse en el estado de Nueva York.

## Argumento

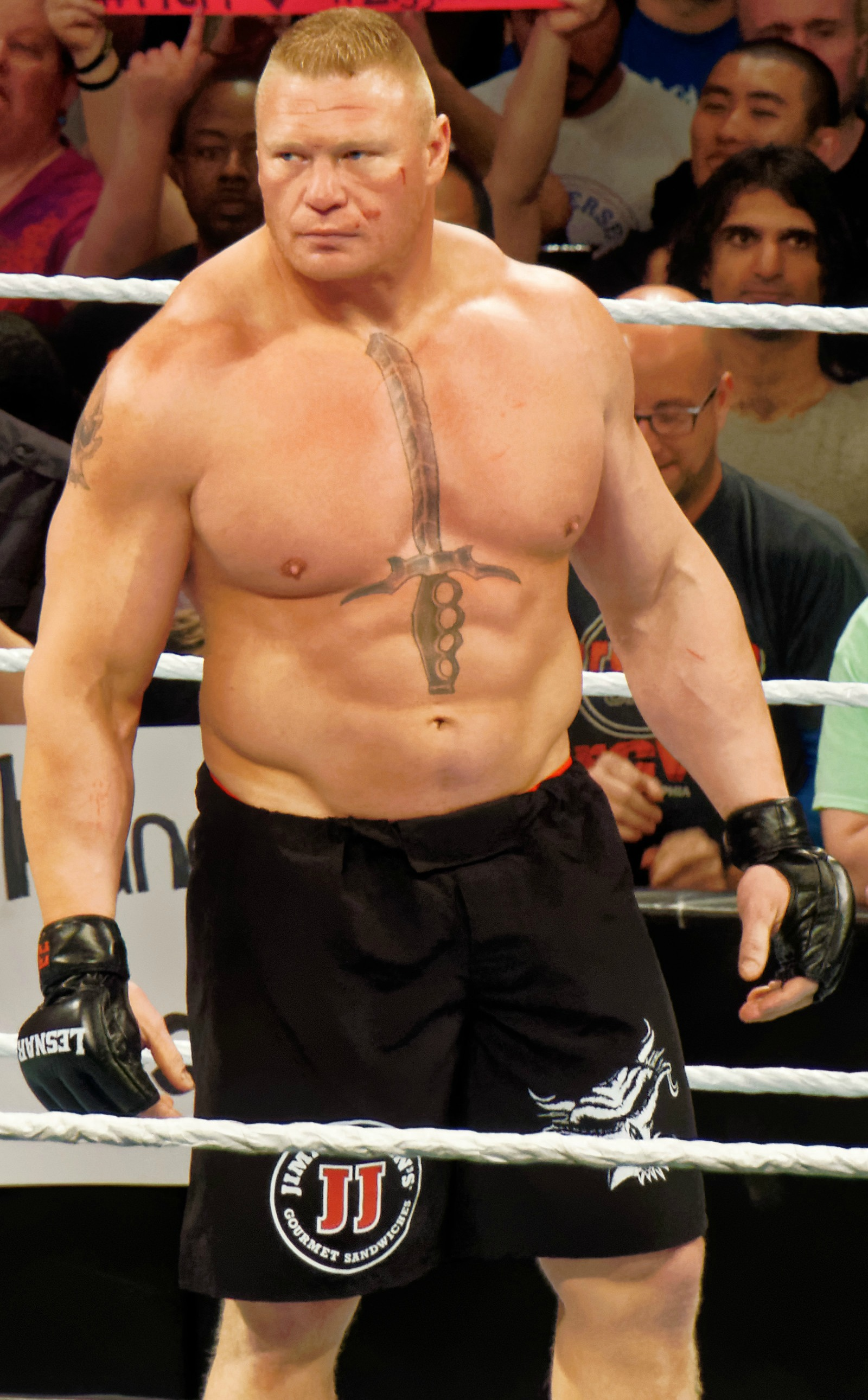
Brock Lesnar tuvo que defender el Campeonato Universal contra Roman Reigns, Braun Strowman y Samoa Joe en un Fatal 4-Way match.

En el episodio del 19 de junio de Raw, Roman Reigns se proclamó a sí mismo como el contendiente número uno por el Campeonato Universal de la WWE en SummerSlam. Más tarde esa noche, Braun Strowman hizo su regreso de una lesión y costó a Reigns su lucha contra Samoa Joe, y desafió Reigns a un Ambulance match en Great Balls of Fire. En el evento, Strowman derrotó a Reigns, pero Reigns luego encerró a Strowman en la ambulancia y la estrelló contra un camión, lesionando severamente a Strowman, mientras que Brock Lesnar derrotó a Joe para retener el Campeonato Universal de la WWE. La noche siguiente en Raw, el gerente general de Raw, Kurt Angle, felicitó a Lesnar por su victoria en Great Balls of Fire. Cuando Angle estaba a punto de revelar sus planes para la lucha de Lesnar en SummerSlam, ellos fueron interrumpidos por Reigns, quien dijo que quería enfrentarse a Lesnar en SummerSlam, pero Lesnar dijo que no lo merecía. Joe entonces salió y dijo que Lesnar no lo derrotó, sino que escapó de él en Great Balls of Fire. Angle entonces programó una lucha entre Reigns y Joe para la semana siguiente donde el ganador enfrentaría a Lesnar por el Campeonato Universal de la WWE en SummerSlam. Durante la lucha, Strowman regresó y atacó tanto a Reigns como a Joe, resultando que la lucha terminara sin resultado. Una pelea entre los tres estalló, y Strowman abrumó tanto a Reigns como a Joe. Inmediatamente después, Angle dijo que no estaba seguro de quién estaría enfrentando a Lesnar en SummerSlam, pero que él trataría el asunto la semana siguiente. La semana siguiente, antes de que Angle pudiera anunciar quién enfrentaría a Lesnar en SummerSlam, Strowman, Joe y Reigns declararon sus casos. Angle entonces programó un Fatal 4-Way match entre Lesnar, Strowman, Joe y Reigns por el título en SummerSlam. Los tres hombres se metieron entonces en una pelea, que tuvo que ser contenida por el vestuario de Raw. La semana siguiente, el mánager de Lesnar, Paul Heyman, proclamó que si Lesnar perdía el Campeonato Universal de la WWE en SummerSlam, entonces él y Lesnar dejarían la WWE.
En el episodio del 11 de julio de SmackDown Live, el comisionado de SmackDown Live, Shane McMahon, programó un Fatal 5-Way Elimination match para Battleground entre Charlotte Flair, Becky Lynch, Natalya, Lana y Tamina, con la ganadora recibiendo una lucha por el Campeonato Femenino de SmackDown contra Naomi en SummerSlam. Natalya ganó la lucha y después, la Campeona Femenina de SmackDown Naomi, que estaba en comentario durante la lucha, le ofreció un apretón de manos de felicitación, pero Natalya se lo rechazó.

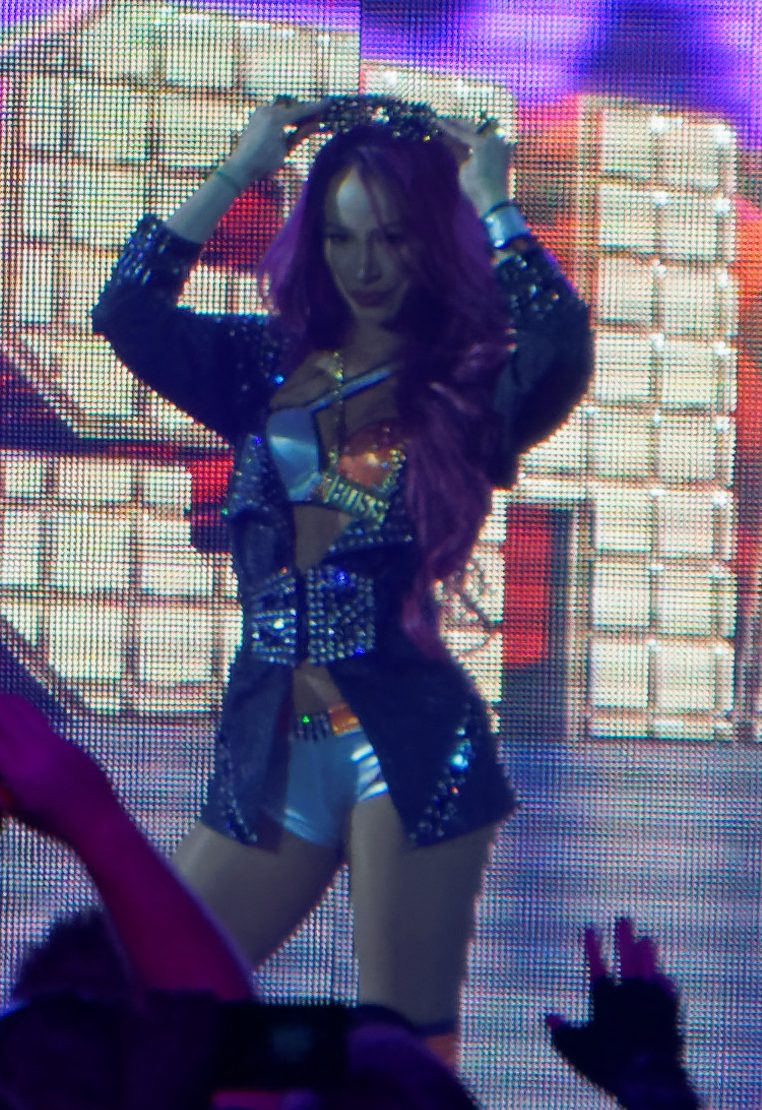
Sasha Banks ganó el derecho de ser retadora #1 al Campeonato Femenino de Raw después de derrotar a Nia Jax.

En Great Balls of Fire, Sasha Banks derrotó a Alexa Bliss por cuenta fuera, por lo que Bliss retuvo el Campeonato Femenino de Raw. La noche siguiente en Raw, Banks y Bayley hicieron equipo y se enfrentaron a Bliss y Nia Jax, donde Bayley cubrió a Bliss, y nuevamente la cubrió la semana siguiente en una lucha individual. Más tarde ese episodio, Bayley y Banks confrontaron al gerente general de Raw Kurt Angle acerca de quién debería ser la contendiente número uno por el Campeonato Femenino de Raw. Bayley hizo su argumento de que cubrió a Bliss dos semanas seguidas, mientras que Banks afirmó que ella sería la campeona si Bliss no se hubiera hecho recibir la cuenta fuera intencionalmente en Great Balls of Fire. Angle decidió que las dos se enfrentarían la una contra la otra la semana siguiente, donde la ganadora se enfrentaría a Bliss por el título en SummerSlam. La semana siguiente, Bayley derrotó a Banks para convertirse en la contendiente número uno. Bayley luego derrotó a Jax por cuenta fuera en el siguiente Raw. La noche siguiente, se reveló que Bayley había sufrido una lesión legítima en su hombro derecho durante su lucha con Jax, forzándola a abandonar su puesto de contendiente número uno. Dos Triple Threat matches fueron programadas para el siguiente episodio de Raw con la ganadora de cada una enfrentándose para determinar a la nueva contendiente número uno por el Campeonato Femenino de Raw. Banks ganó la primera lucha al derrotar a Alicia Fox y Emma, mientras que Jax ganó la segunda al derrotar a Dana Brooke y Mickie James. La semana siguiente, Banks derrotó a Jax para convertirse en la nueva contendiente número uno contra Bliss en SummerSlam.
En Battleground, Jinder Mahal derrotó a Randy Orton en un Punjabi Prison match para retener el Campeonato de la WWE con la ayuda de The Singh Brothers y The Great Khali, quien hacía su regreso. En el siguiente episodio de SmackDown Live, Mahal demandó un nuevo oponente para SummerSlam, a lo cual John Cena respondió confrontando a Mahal. Cena felicitó a Mahal por ser campeón y luego lo desafió por el Campeonato de la WWE en SummerSlam. Sin embargo, el gerente general de SmackDown Live, Daniel Bryan, dijo a Cena que tenía que ganar su oportunidad y programó una lucha para decidir al contendiente número uno entre Cena y Shinsuke Nakamura. La semana siguiente, Nakamura derrotó a Cena para convertirse en el contendiente número uno por el Campeonato de la WWE en SummerSlam.
En el pre-show de Great Balls of Fire, Neville derrotó a Akira Tozawa para retener el Campeonato Peso Crucero de la WWE. En el siguiente episodio de Raw, Tozawa hizo equipo con Cedric Alexander y derrotaron a Neville y Noam Dar. La noche siguiente en 205 Live, Tozawa se enfrentó a Ariya Daivari en una lucha que terminó sin resultado. La semana siguiente en Raw, Daivari derrotó a Tozawa por abandono. La siguiente noche en 205 Live, tuvieron otra revancha que Tozawa ganó, pero después de la lucha, Daivari atacó a Tozawa lanzándolo contra el esquinero. La semana siguiente en Raw, durante una entrevista tras bastidores, Tozawa dijo querer otra revancha con Daivari, pero el mánager de Tozawa Titus O'Neil canceló la lucha. Entonces Tozawa fue al ring, pero fue confrontado por Neville. Daivari entonces apareció y atacó a Tozawa y Neville. La siguiente noche en 205 Live, Daivari derrotó Neville por cuenta fuera. La semana siguiente en Raw, una lucha para decidir a un contendiente número uno fue programada para 205 Live entre Tozawa y Daivari donde el ganador se enfrentaría a Neville por el Campeonato Peso Crucero en SummerSlam. La siguiente noche en 205 Live, Tozawa derrotó a Daivari para convertirse en el contendiente número uno. En el episodio del 14 de agosto de Raw, Tozawa recibió su lucha por el título de manera temprana y derrotó a Neville para convertirse en el nuevo Campeón Peso Crucero, y su lucha originalmente programada para SummerSlam se hizo una revancha con Neville como el retador.

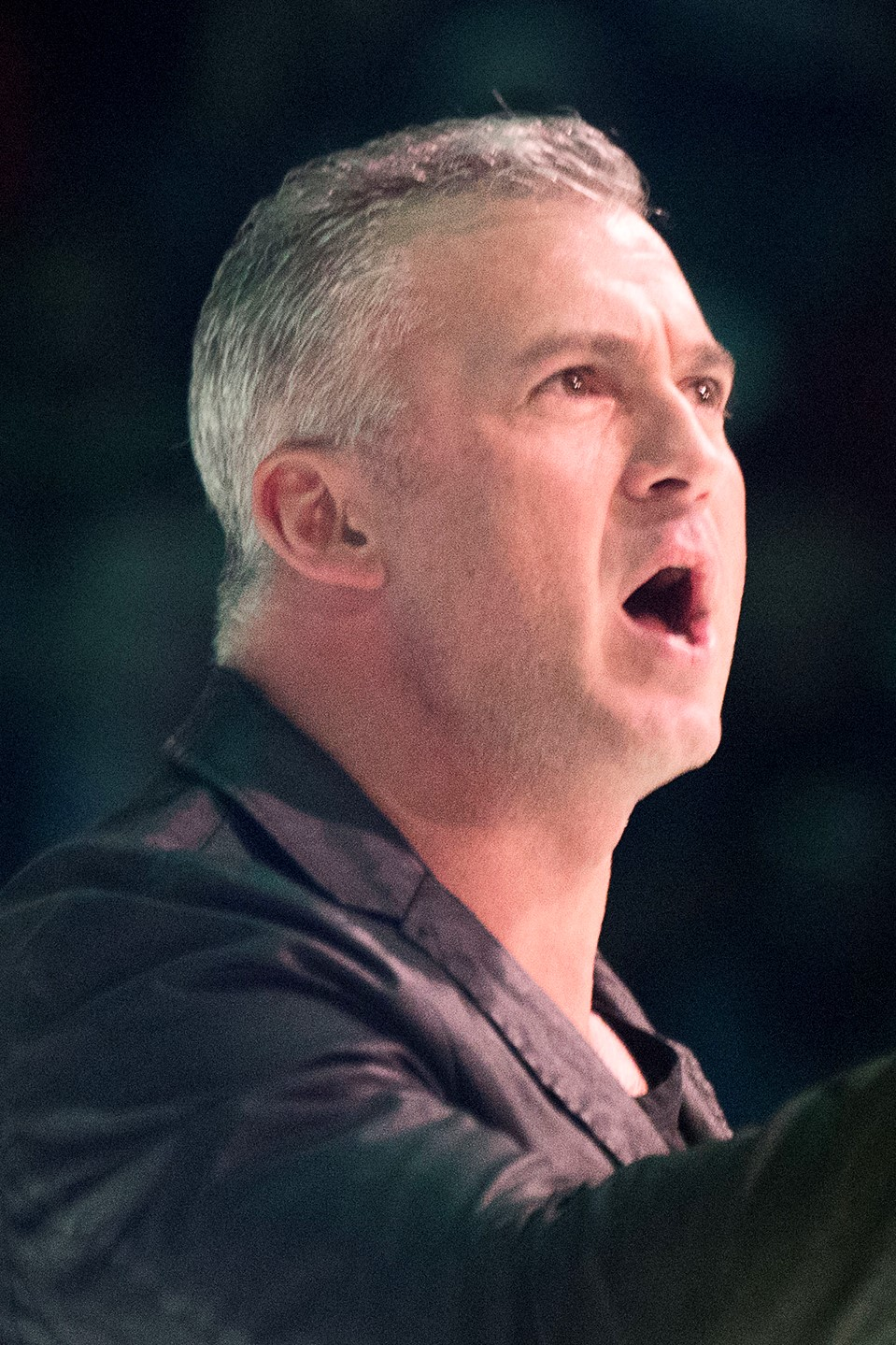
Shane McMahon se vio involucrado en el feudo entre AJ Styles y Kevin Owens, donde fue designado por Daniel Bryan como árbitro para la lucha de Styles y Owens en SummerSlam.

El 7 de julio en un house show en el Madison Square Garden, AJ Styles derrotó a Kevin Owens para ganar el Campeonato de los Estados Unidos. En Battleground, Owens recuperó el Campeonato de los Estados Unidos de Styles. En el siguiente episodio de SmackDown Live, Styles quería invocar su revancha de campeonato, pero fue interrumpido por el regreso de Chris Jericho, quien también quería invocar su revancha de cuando perdió el título ante Owens en mayo. Como tanto Styles como Jericho tenían debida una revancha, el comisionado de SmackDown Live Shane McMahon decidió que ambos tendrían sus revanchas por el título en un Triple Threat match esa noche contra Owens, en donde Styles cubrió a Jericho para recuperar el título. Después de la lucha, Owens invocó su revancha por el campeonato para la semana siguiente. Durante la revancha de ese episodio, Owens atacó al árbitro, pero perdió aunque sus hombros no estaban en la lona. Un frustrado Owens confrontó a Shane y al gerente general de SmackDown Live Daniel Bryan y exigió una revancha, pero con un árbitro competente. Bryan programó la revancha para SummerSlam e hizo a Shane el árbitro especial invitado.
En el episodio del 1 de agosto de SmackDown Live, Rusev emitió un desafío abierto a cualquier luchador de SmackDown Live para enfrentarlo en SummerSlam. Randy Orton aceptó el desafío antes de atacar a Rusev con un RKO.
En Battleground, The New Day (Kofi Kingston & Xavier Woods, con Big E) derrotó a The Usos (Jey & Jimmy Uso) para ganar el Campeonato en Parejas de SmackDown. En el siguiente episodio de SmackDown Live, cuando The New Day estaban a punto de hacer su entrada para celebrar su victoria, fueron atacados por The Usos. La semana siguiente, The Usos proclamaron que reclamarían los títulos de The New Day, y una revancha fue programada entre los dos equipos por el Campeonato en Parejas de SmackDown en SummerSlam.
En el episodio del 22 de mayo de Raw, Enzo Amore fue encontrado inconsciente tras bastidores tras ser atacado desde atrás por un asaltante desconocido, y otra vez la semana siguiente. La semana siguiente, el compañero de equipo de Enzo, Big Cass, fue encontrado inconsciente tras bastidores también, y la semana siguiente, Cass fue nuevamente encontrado inconsciente. Sin embargo, en el episodio del 19 de junio de Raw, Corey Graves mostró una video de vigilancia de Cass fingiendo su propio ataque desde la semana anterior, lo que obligó a Cass a admitir que estaba detrás de los ataques contra Enzo. Cass dijo que estaba cansado de Enzo y que era por él que nunca habían ganado un campeonato en parejas. Cass dijo que habían terminado como equipo antes de atacar con un Big Boot a Enzo. En Great Balls of Fire, Cass derrotó a Enzo. La noche siguiente en Raw, Cass se regodeó en derrotar a Enzo y luego fue confrontado por The Big Show, quien lanzó a Cass fuera del ring. La semana siguiente, después de que Enzo hablar sobre cómo Cass fue lanzado por Big Show, Cass se enfrentó a Enzo, pero Big Show salió a salvar a Enzo. Los dos pelearon, lo cual terminó con Cass de pie. Enzo y Cass tuvieron una revancha la semana siguiente que Cass ganó otra vez. Cass continuó atacando a Enzo después de la lucha, después de lo cual, Big Show salió, pero Cass también lo atacó. La semana siguiente, Cass derrotó a Big Show por descalificación después de que Enzo atacó a Cass durante el partido. Después de que Cass dio un Big Boot a Enzo, Big Show golpeó con un K.O. Punch a Cass. En el episodio del 7 de agosto, Luke Gallows y Karl Anderson derrotaron a Enzo y Big Show después de una distracción de Cass. Una pelea estalló entre los tres que otra vez terminó con Big Show dando un K.O. Punch a Cass. Posteriormente, Cass confrontó al gerente general de Raw, Kurt Angle, y quiso un partido contra Big Show en SummerSlam, pero con Enzo prohibido de la lucha. Angle sugirió suspender Enzo por encima del ring dentro de una jaula de tiburones. Cass aceptó y la lucha fue programada para SummerSlam.
En el episodio del 17 de julio de Raw, cuando Finn Bálor estaba haciendo su camino a bastidores después de su lucha con Elias Samson, Bray Wyatt apareció en el Titantron, diciendo que disfrutaba del dolor de Bálor y que era la peor pesadilla de Bálor. La semana siguiente, Wyatt le costó a Bálor su lucha contra Samson al atacar a Bálor con un Sister Abigail. En el episodio del 31 de julio de Raw, cuando Wyatt hablaba en el ring, las luces empezaron a parpadear y luego se apagaron. Cuando regresaron, Bálor apareció en el ring y atacó a Wyatt. La semana siguiente, cuando Bálor hablaba en el ring sobre Wyatt, las luces de la arena se apagaron y cuando volvieron, y Wyatt apareció en el centro del ring. Bálor y Wyatt pelearon brevemente antes de que las luces se apagaran y volvieran nuevamente y Wyatt apareció en el Titantron riéndose de Bálor. Posteriormente, se anunció que una lucha entre Bálor y Wyatt fue programada para SummerSlam.
En el episodio del 25 de julio de SmackDown Live, Shinsuke Nakamura derrotó al ganador del Money in the Bank Baron Corbin. Después del episodio del 1 de agosto de SmackDown Live, en el WWE Network, Corbin atacó a Nakamura por detrás después de la lucha de Nakamura con John Cena para determinar al contendiente número uno por el Campeonato de la WWE de Jinder Mahal en SummerSlam, ganada por Nakamura. Cena vino a ayudar a Nakamura y realizó un Attitude Adjustment a Corbin a través de la mesa de comentaristas. La semana siguiente, el gerente general de SmackDown Live Daniel Bryan programó una lucha entre Corbin y Cena en SummerSlam.
Durante los meses de julio y agosto de 2017, Dean Ambrose y Seth Rollins insinuaron una potencial reunión parcial de The Shield durante varias semanas, con cada hombre invitando al otro a realizar la pose característica de The Shield, pero ambos declinarían cada semana, principalmente debido a problemas de confianza debido a la traición de Rollins tres años antes. En el episodio del 31 de julio de Raw, Rollins fue confrontado por Cesaro & Sheamus y más tarde ganó una lucha contra Sheamus. Después de la lucha, Cesaro y Sheamus atacaron a Rollins antes de que Ambrose ayudara a Rollins. Tras bastidores, Ambrose le dijo a Rollins que no le ayudaría si Rollins volvía a estar en problemas. La semana siguiente, después de que Rollins perdió una revancha contra Sheamus y fue una vez más atacado después de la lucha, Ambrose no le ayudó. Más tarde esa noche, Ambrose derrotó a Cesaro y posteriormente fue atacado por Cesaro y Sheamus antes de ser salvado por Rollins. Ambrose luego mostró signos de confianza al ofrecer hacer la pose de The Shield, pero Rollins finalmente declinó. Finalmente, en el episodio del 14 de agosto de Raw, aunque ambos hombres tuvieron un altercado físico temprano en la noche, Rollins y Ambrose se unieron para pelear contra Cesaro y Sheamus y ambos realizaron la pose y se reunieron. Inmediatamente después, el gerente general de Raw Kurt Angle programó una lucha entre Cesaro y Sheamus contra Ambrose y Rollins por el Campeonato en Parejas de Raw en SummerSlam.

## Resultados
- Kick-Off: The Miz & The Miztourage (Curtis Axel & Bo Dallas) (con Maryse) derrotaron a The Hardy Boyz (Matt Hardy & Jeff Hardy) & Jason Jordan (11:20).[27][28]
  - The Miz cubrió a Jordan después de un «Skull Crushing Finale».
- Kick-Off: Neville derrotó a Akira Tozawa (con Titus O'Neil) y ganó el Campeonato Peso Crucero de la WWE (11:45).[27][29]
  - Neville cubrió a Tozawa después de un «Red Arrow» en su espalda.
- Kick-Off: The Usos (Jey Uso & Jimmy Uso) derrotaron a The New Day (Big E & Xavier Woods) (con Kofi Kingston) y ganaron el Campeonato en Parejas de SmackDown (19:20).[27][30]
  - Jey cubrió a Big E después de un «Double Uso Splash».
- John Cena derrotó a Baron Corbin (10:15).[31][32]
  - Cena cubrió a Corbin después de un «Attitude Adjustment».
- Natalya derrotó a Naomi y ganó el Campeonato Femenino de SmackDown (11:10).[31][33]
  - Natalya forzó a Naomi a rendirse con un «Sharpshooter».
- Big Cass derrotó a Big Show (con Enzo Amore) (10:30).[31][34]
  - Cass cubrió a Show después de un «Empire Elbow».
  - Amore estuvo suspendido en una jaula sobre el ring.
  - Durante la lucha, Amore salió de la jaula, siendo atacado por Cass.
  - Esta fue la última lucha de Big Show en un PPV de WWE.
- Randy Orton derrotó a Rusev (0:10).[31][35]
  - Orton cubrió a Rusev después de un «RKO».
  - Antes de la lucha, Rusev atacó a Orton.
- Sasha Banks derrotó a Alexa Bliss y ganó el Campeonato Femenino de Raw (13:10).[31][36]
  - Banks forzó a Bliss a rendirse con un «Bank Statement».
  - Originalmente Bayley iba a ser la retadora, pero fue reemplazada por Banks debido a una lesión.
- "The Demon" Finn Bálor derrotó a Bray Wyatt (10:40).[31][37]
  - Bálor cubrió a Wyatt después de un «Coup de Grâce».
- Dean Ambrose & Seth Rollins derrotaron a Cesaro & Sheamus y ganaron el Campeonato en Parejas de Raw (18:35).[31][38]
  - Ambrose cubrió a Sheamus después de un «Dirty Deeds».
- AJ Styles derrotó a Kevin Owens (con Shane McMahon como árbitro especial invitado) y retuvo el Campeonato de los Estados Unidos (17:20).[39]
  - Styles cubrió a Owens después de un «Phenomenal Forearm» y un «Styles Clash».
- Jinder Mahal (con The Singh Brothers) derrotó a Shinsuke Nakamura y retuvo el Campeonato de la WWE (11:25).[31][40]
  - Mahal cubrió a Nakamura después de un «Khallas».[41]
  - Durante la lucha, The Singh Brothers interfirieron a favor de Mahal.
- Brock Lesnar (con Paul Heyman) derrotó a Roman Reigns, Braun Strowman y Samoa Joe y retuvo el Campeonato Universal de la WWE (22:38).[31][42]
  - Lesnar cubrió a Reigns después de revertir un «Spear» en un «F-5».
  - Durante la lucha, Lesnar debió ser sacado en camilla, aunque pudo regresar más tarde.
  - Si Lesnar hubiera perdido el título, tanto él como Heyman hubieran abandonado WWE.